# Brachystele cyclochila
Brachystele cyclochila är en orkidéart som först beskrevs av Friedrich Fritz Wilhelm Ludwig Kraenzlin, och fick sitt nu gällande namn av Rudolf Schlechter. Brachystele cyclochila ingår i släktet Brachystele och familjen orkidéer. Inga underarter finns listade i Catalogue of Life.